# Plaxhaplous canaliculatus
Plaxhaplous canaliculatus és una espècie extinta de mamífers cingulats de la família dels clamifòrids que visqué a Sud-amèrica durant el Plistocè inferior, fa entre 0,8 i 2,6 milions d'anys. Se n'han trobat restes fòssils a l'Argentina i Bolívia. Es tracta de l'única espècie del gènere Plaxhaplous. Atenyia un pes d'aproximadament 1.300 kg i la mida d'un cotxe urbà, cosa que el situa entre els gliptodontins més grossos que es coneixen. El nom genèric Plaxhaplous significa ‘superfície plana simple’.